# Pycreus malabaricus
Pycreus malabaricus är en halvgräsart som beskrevs av Charles Baron Clarke. Pycreus malabaricus ingår i släktet Pycreus och familjen halvgräs. Inga underarter finns listade i Catalogue of Life.